# らんま1/2 (PCエンジン)
『らんま1/2』（らんまにぶんのいち）1990年12月7日は、日本コンピュータシステム（メサイヤ）から発売されたPCエンジンCD-ROM2用の横スクロールアクションゲーム。

## 概要
漫画・アニメ『らんま1/2』を原作とした横スクロールアクションゲーム。
全8話構成で1話から7話までは原作をベースにしたステージになっており、8話のみオリジナルストーリーになっている。
プレイヤーは乱馬を操作するが、アイテムやステージオブジェクトでステージ途中で男または女にチェンジできる。ステージやアイテムによる回数制限はあるものの、これにより各ステージをクリアした時に男か女かでビジュアルシーンが変更されたり、ボスと戦わずに済むといったことが起こる。
各ステージごとに各キャラクターの顔・胴・足の3パーツからなる「KAOPASS」が設定されており、ゲームオーバー時にパスワードとして表示される。これを入力することで前回の続きができる。
また「熱湯MODE」を選べば、キャラクターによる対戦ゲームもできる。

## 設定

### ストーリー
中国に修行の旅に出ていた早乙女玄馬が息子の乱馬を連れて、親友・天道早雲のもとへ帰ってくる。玄馬と早雲はお互いの息子と娘を結婚させる約束をしていたのだった。しかし、早雲と3人の娘、かすみ、なびき、あかねの前へ現れたのはパンダと女の子であった。

### ステージ構成
- PART1 「らんまの秘密」
  - 原作第1巻、乱馬と玄馬が呪泉郷のもとで戦うシーンがモチーフになっている。
- PART2 「2年E組 九能帯刀」
  - 原作第1巻、乱馬とあかねが、あかねに交際を申し込む生徒をけちらした後、九能と戦う話がモチーフ。
- PART3 「乱馬を追ってきた男」
  - 原作第2巻、良牙が初登場し、乱馬と良牙の一騎討ちの話がモチーフ。
- PART4 「女傑族の掟」
  - 原作第4巻、乱馬が女傑族の村でシャンプーを倒してしまう話がモチーフ。
- PART5 「格闘 出前レース」
  - 原作第7巻、出前レースに出る羽目になった乱馬。ゴールの久能家へと向かう。アニメではオリジナル要素の強い話に変更されたが、ゲームでは原作基準になっている。
- PART6 「恐怖 看板男」
  - 原作第8巻、あかねが道場破りと対戦、ピンチに乱馬が駆けつける話がモチーフ。
- PART7 「爆砕勝負」
  - 原作第6巻、良牙がコロンから爆砕点穴を覚え乱馬と勝負をする話がモチーフ。
- PART8 「猫飯店への招待」
  - 原作にないゲームオリジナル。あかねがシャンプーの父にさらわれたことを知り、乱馬は猫飯店へ救出へ向かおうとするが、そこへ良牙も現れ勝負することになる。

### その他
- 裏技で「福嶋の窓」というボツカットを見ることができる。その中には九能小太刀、三千院帝や白鳥あずさのイラストが存在する。

## 登場人物
早乙女乱馬
- 声 - 山口勝平

早乙女らんま
- 声 - 林原めぐみ

天道あかね
- 声 - 日髙のり子

天道なびき
- 声 - 高山みなみ

天道かすみ
- 声 - 井上喜久子

早乙女玄馬
- 声 - 緒方賢一

天道早雲
- 声 - 大林隆介

九能帯刀
- 声 - 鈴置洋孝

九能小太刀
響良牙
- 声 - 山寺宏一

シャンプー
- 声 - 佐久間レイ

おばば（コロン）
- 声 - 麻生美代子

シャンプーの父
- 声 - 銀河万丈

小乃東風
- 声 - 三ツ矢雄二

呪泉郷ガイド
- 声 - 山寺宏一

その他声優
- 辻谷耕史

## 音楽

### 主題歌
オープニングテーマ
「じゃじゃ馬にさせないで」
作詞 - 森雪之丞 / 作曲 - 村松邦男 / 編曲 - 椎名和夫 / 歌 - 西尾えつ子
エンディングテーマ
「乱馬ダ☆RANMA」
作詞 - 乱馬的歌劇団文芸部 / 作曲 - 川井憲次 / 編曲 - 川井憲次 / 歌 - 乱馬的歌劇団御一行様
歌の途中に九能帯刀が乱入してきて、PCエンジンを木刀で破壊しようとし、曲が止まり画面がおかしくなる演出がとられている。この久能の演出は続編でも受け継がれている。

## スタッフ
- 原作：高橋留美子
- プロデューサー：土田俊郎
- ディレクター：南浩史
- アシスタント・プロデューサー：米坂典彦
- ゲームパート
  - テクニカルリーダー：濱田信次
  - プログラマー：樋口幸弘、川上直哉
  - グラフィックデザイナー：安倍政晴 (winds)、怪老、斉藤隆秀
- ビジュアルパート
  - 脚本・絵コンテ・演出：南浩史
  - テクニカルリーダー：樋口幸弘
  - プログラマー：南浩史、川上直哉
  - 原画・動画：福嶋岳広（マイクロクリエイティブ）
  - グラフィック・デザイナー：小林功一郎 (winds)、林田淳 (winds) 、M.P. RUN、大塚竹男（くまさんちーむ）、FunkyKingミナミ、AAC PON
- 音楽・効果音：葉山宏治(winds)
- エグゼクティブ・ディレクター：白倉安昌

## 評価
ゲーム誌『ファミコン通信』の「クロスレビュー」では合計20点（満40点）、『月刊PCエンジン』では80・70・70・60・80の平均72点（満100点）、『マル勝PCエンジン』では6・7・6・7の合計26点（満40点）、『PC Engine FAN』の読者投票による「ゲーム通信簿」での評価は以下の通りとなっており、21.50点（満30点）となっている。また、この得点はPCエンジン全ソフトの中で201位（485本中、1993年時点）となっている。
| 項目 | キャラクタ | 音楽 | 操作性 | 熱中度 | お買得度 | オリジナリティ | 総合  |
| 得点 | 4.20       | 3.78 | 3.20   | 3.52   | 3.44     | 3.36           | 21.50 |